# فيوك (كورنوال)
فيوك (بالإنجليزية: Feock, Cornwall)‏ هي قرية و أبرشية مدنية تقع في المملكة المتحدة في إنجلترا. يقدر عدد سكانها بـ 3,752 نسمة .

## معرض صور

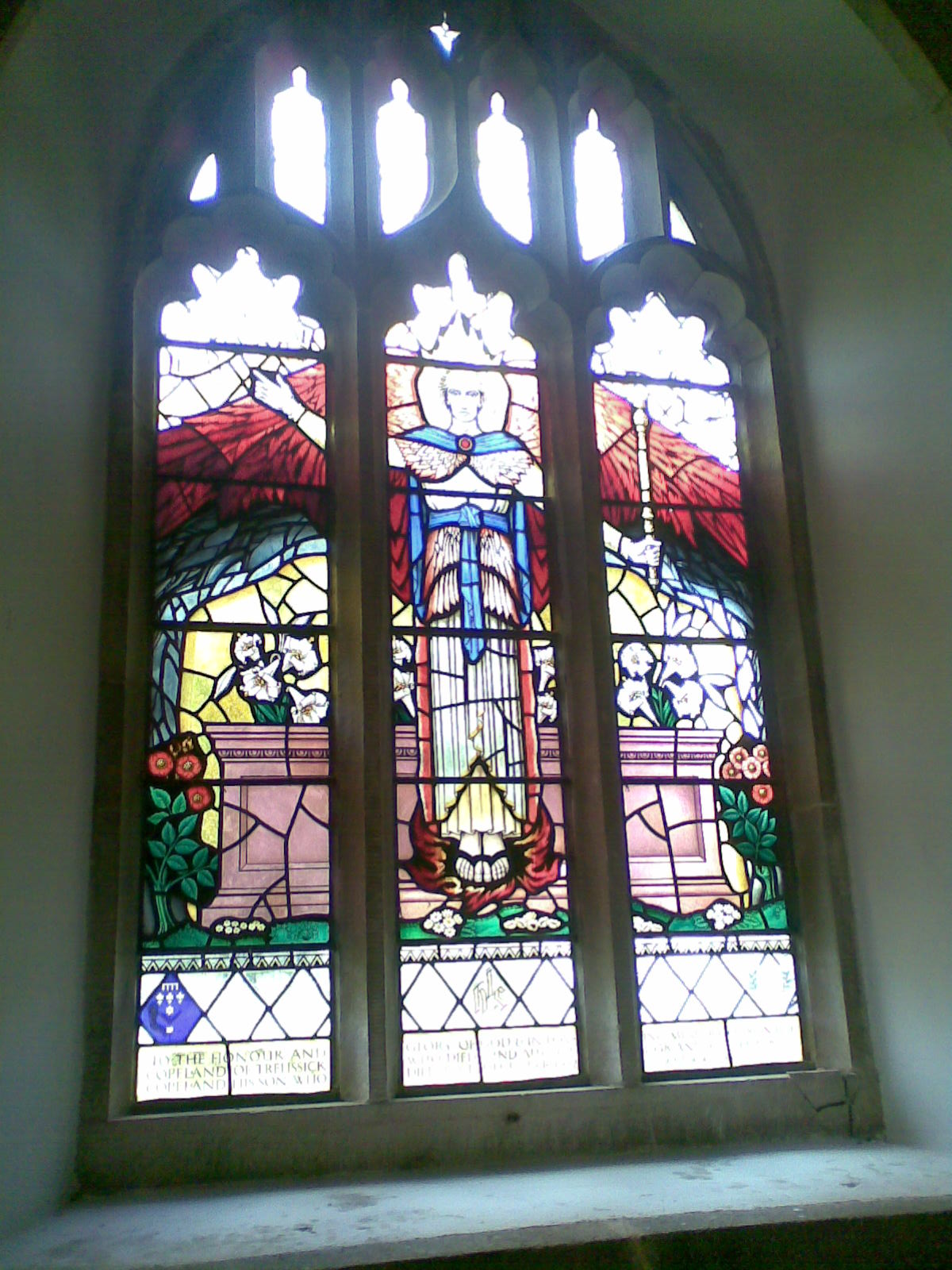
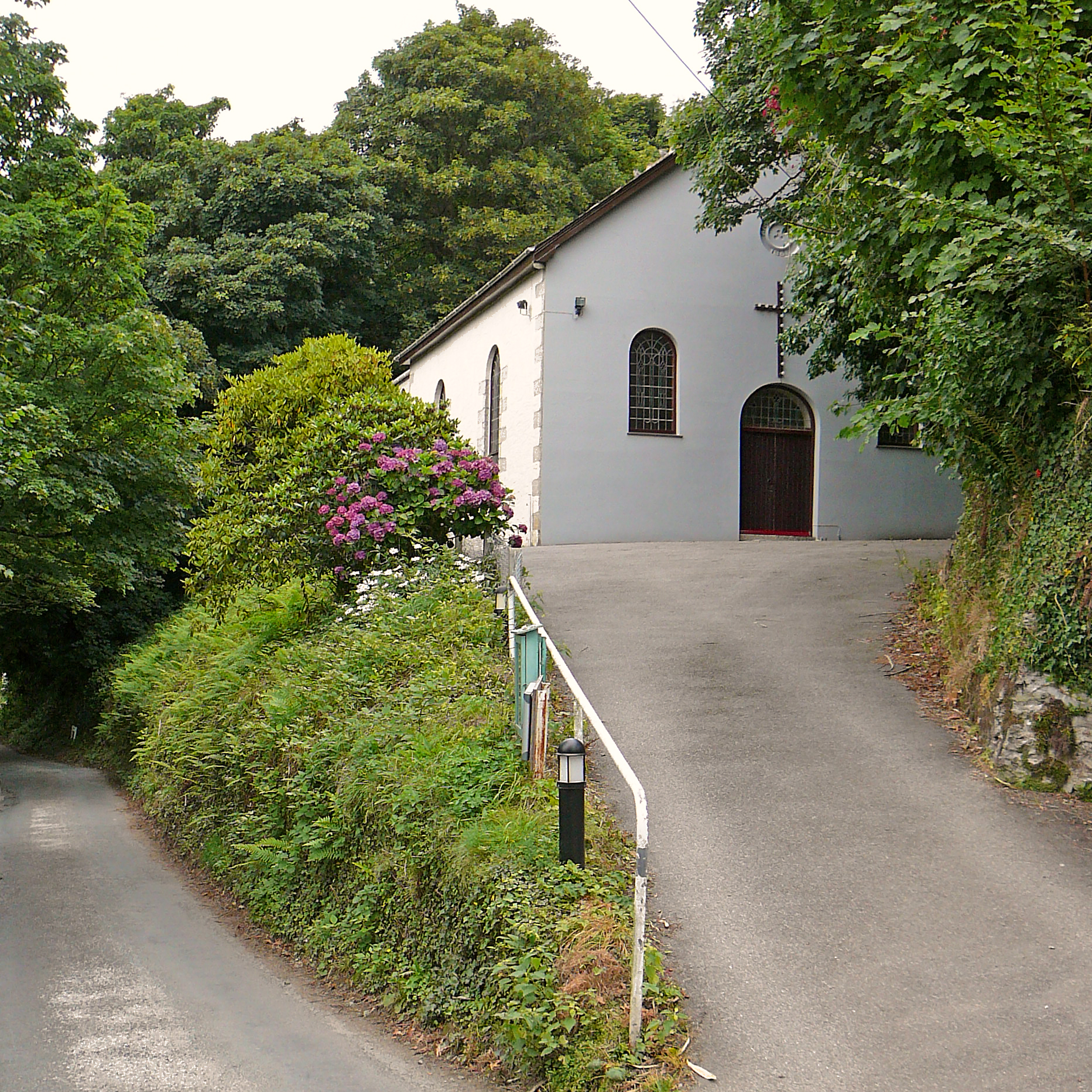
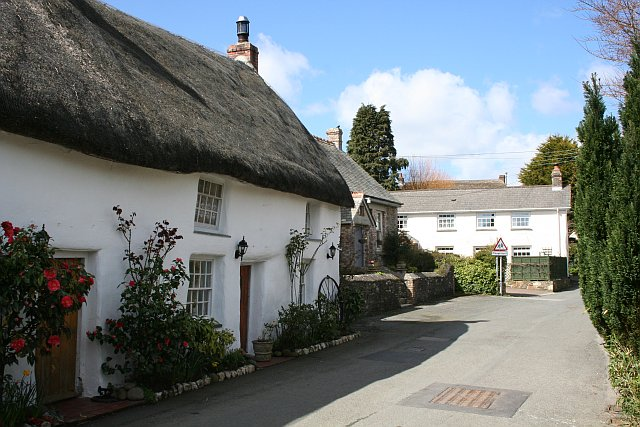
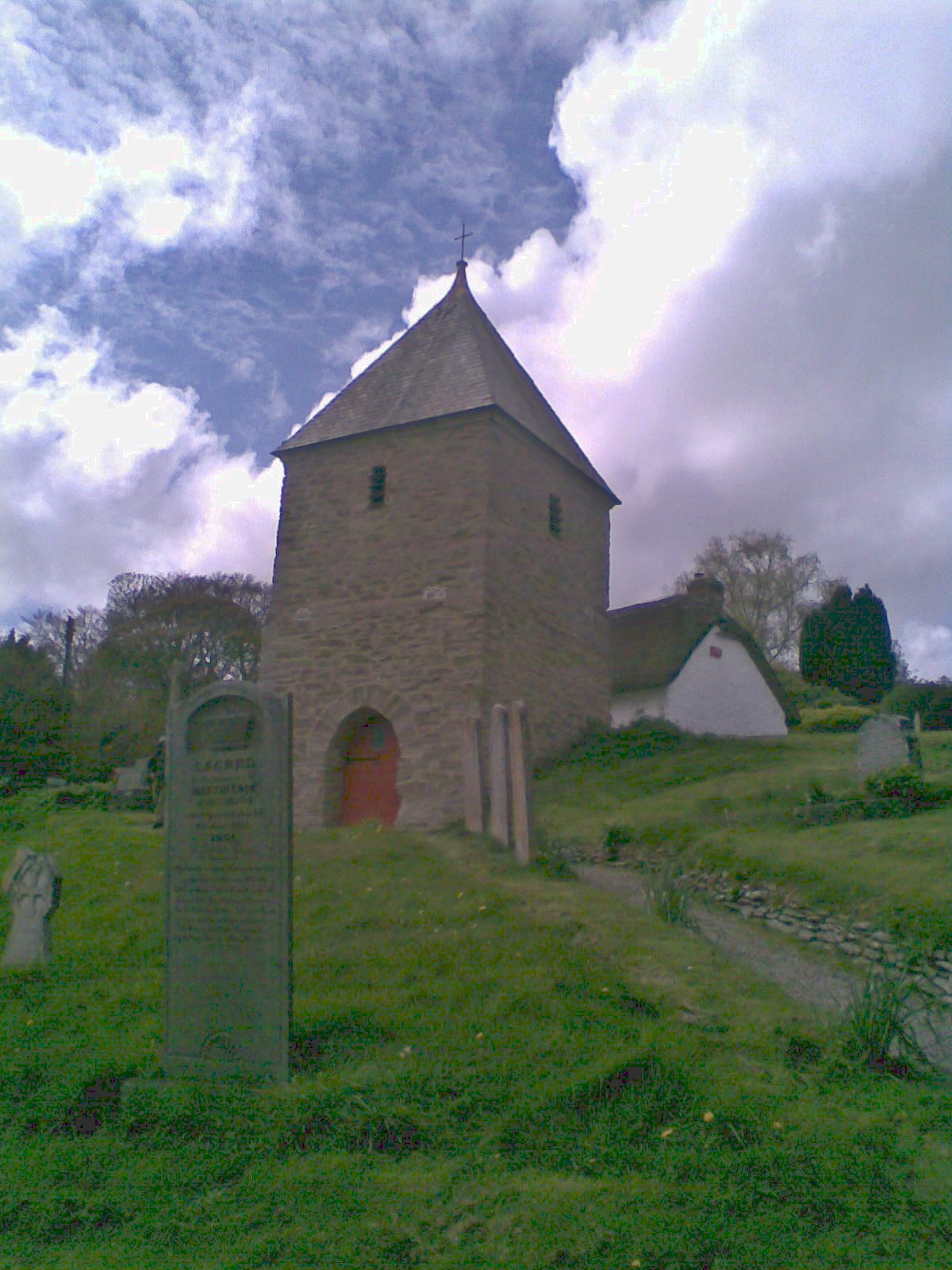